# Huancayo
Cet article possède un paronyme, voir Huacaya.
Huancayo est une ville du centre du Pérou. Située au pied de la cordillère Huaytapallana, elle est la capitale de la région de Junín et le chef-lieu de la province de Huancayo. Avec la ville de Cuzco, ce sont les deux principales villes des Andes du Pérou. Sa population urbaine était de 545 615 habitants en 2017. La ville est le siège de l'archidiocèse de Huancayo avec sa cathédrale de la Très-Sainte-Trinité.
La ville de Huancayo se considère comme l'héritière du peuple Huancas, peuple établi dans la vallée du Mantaro qui a été soumis par les Incas environ un siècle avant l'arrivée des Espagnols.
La vallée du Mantaro est célèbre dans tout le Pérou pour le raffinement de son artisanat dont certaines techniques sont connues depuis plus de quinze siècles.
La ville est reliée au port de Callao sur le Pacifique et à la capitale Lima par le réseau de chemin de fer Ferrovías Central -  le deuxième plus haut réseau ferré au monde - dont la ville était le terminus sur sa branche sud, jusqu'à l'ouverture de l'extension privée vers Huancavelica.

## Personnalités
- Damaris (1986-) : chanteuse